# Vittorio Emanuele Taparelli d’Azeglio

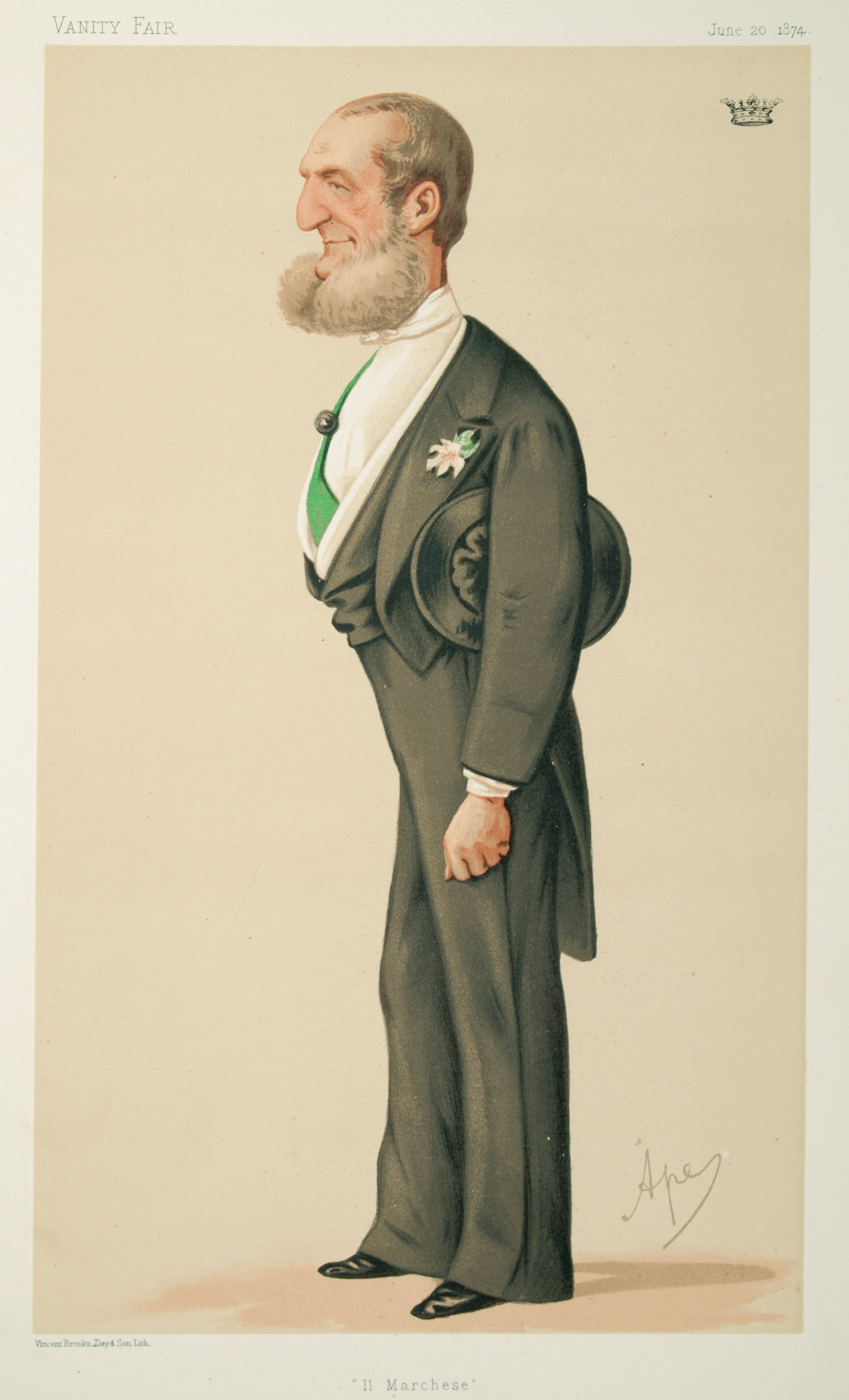
Vittorio Emanuele Taparelli d’Azeglio: „Il Marchese“ (Karikatur von Carlo Pellegrini in Vanity Fair vom 20. Juni 1874.)

Vittorio Emanuele Taparelli d’Azeglio, Marchese d’Azeglio (* 17. September 1816 in Turin; † 24. April 1890 in Rom) war ein Diplomat und Politiker im Königreich Italien, der unter anderem 1871 bis zu seinem Tode 1890 Mitglied des Senats (Senato del Regno) war.

## Leben
Vittorio Emanuele Taparelli d’Azeglio stammte aus einer Adelsfamilie und war der einzige Sohn von Roberto Taparelli d’Azeglio (1790–1862), der 1848 Mitglied des Senats des Königreichs Sardinien wurde, und dessen Ehefrau, der Schriftstellerin Costanza Alfieri di Sostegna (1793–1862). Sein Onkel und jüngerer Bruder seines Vaters war der Schriftsteller, Maler und Politiker Massimo d’Azeglio (1798–1866), der von 1849 bis 1852 Ministerpräsident des Königreichs Sardinien war.
Er selbst absolvierte ein Studium der Rechtswissenschaften an der Universität Turin, welches er mit einem Laurea in giurisprudenza beendete. Daraufhin trat er am 18. März 1838 in den diplomatischen Dienst des Außenministeriums (Ministero degli affari esteri) des Königreichs Sardinien und wurde am 15. August 1839 zunächst Attaché an der Vertretung in Monaco sowie im Anschluss am 1. Januar 1840 an der Vertretung in Österreich. Am 1. Oktober 1841 erhielt er den Titel eines Kammerherrn (Gentiluomo di corte) am Hofe von Carlo Alberto Amadeo, des Königs von Sardinien. Am 15. November 1841 wechselte er als Attaché an die Vertretung im Königreich der Niederlande und wurde dort am 28. März 1842 erst zum Legationssekretär Zweiter Klasse sowie am 31. August 1844 zum Legationssekretär Erster Klasse ernannt, wobei er am 31. August 1844 zugleich an der Vertretung im Königreich Belgien tätig war. Nach seiner Beförderung zum Legationsrat am 12. Januar 1847 wechselte er am 16. Januar 1847 an die Vertretung im Vereinigten Königreich und daraufhin am 19. April 1847 an die Vertretung im Russischen Kaiserreich. Am 2. Mai 1848 kehrte er als Legationsrat an die Vertretung im Vereinigten Königreich zurück, wechselte aber am 30. Mai 1849 als Legationsrat an die Vertretung im Französischen Kaiserreich, um an den Friedensverhandlungen zwischen Piemont und Österreich teilzunehmen.
Nachdem Taparelli d’Azeglio vom 8. Oktober 1849 bis zum 18. August 1850 Geschäftsträger an der Vertretung im Vereinigten Königreich, wurde er am 18. August 1850 außerordentlicher Gesandter und bevollmächtigter Minister im Vereinigten Königreich und bekleidete dieses Amt auch nach Ausrufung des Königreich Italien am 17. März 1861 bis zum 9. Februar 1868, woraufhin Carlo Cadorna am 26. April 1869 ihn ablöste.
Am 15. November 1871 wurde er zum Mitglied des Senats (Senato del Regno) ernannt und gehörte diesem vom 30. November 1871 bis zu seinem Tode am 17. September 1890 an. Aus seinem umfangreichen Erbe und seiner privaten Kunstsammlung erfolgten Vermächtnisse zugunsten der Antiquitätensammlung im Städtischen Museum von Turin und des Cavassa-Museums in Saluzzo.